# Ziziphus forbesii
Ziziphus forbesii är en brakvedsväxtart som beskrevs av E. G. Baker. Ziziphus forbesii ingår i släktet Ziziphus och familjen brakvedsväxter. Inga underarter finns listade i Catalogue of Life.